# Ершов, Владимир Степанович
Владимир Степанович Ершов (15 [28] июля 1904, Суслова, Орловская губерния — 22 января 1988) — советский гельминтолог, академик ВАСХНИЛ (1966).

## Биография
Родился в селе Суслово (ныне — Брасовского района Брянской области). В 1925 году окончил Ленинградский ветеринарный институт. С 1925 по 1929 год работал ветеринарным врачом. C 1929 года на научной работе по гельминтологии в разных учреждениях. Член КПСС с 1941.
В 1954—1955 — директор Московского пушно-мехового института, который был при нём ликвидирован. По мнению историков пушно-мехового института С. А. Корытина и В. А. Игнатьева назначение Ершова на пост директора было частью продуманного плана: его предшественник старый большевик И. М. Медведев был патриотом института и обладал обширными связями в верхах и мог бы успешно сопротивляться ликвидации.
С 1957 директор Всесоюзного института гельминтологии им. К. И. Скрябина.

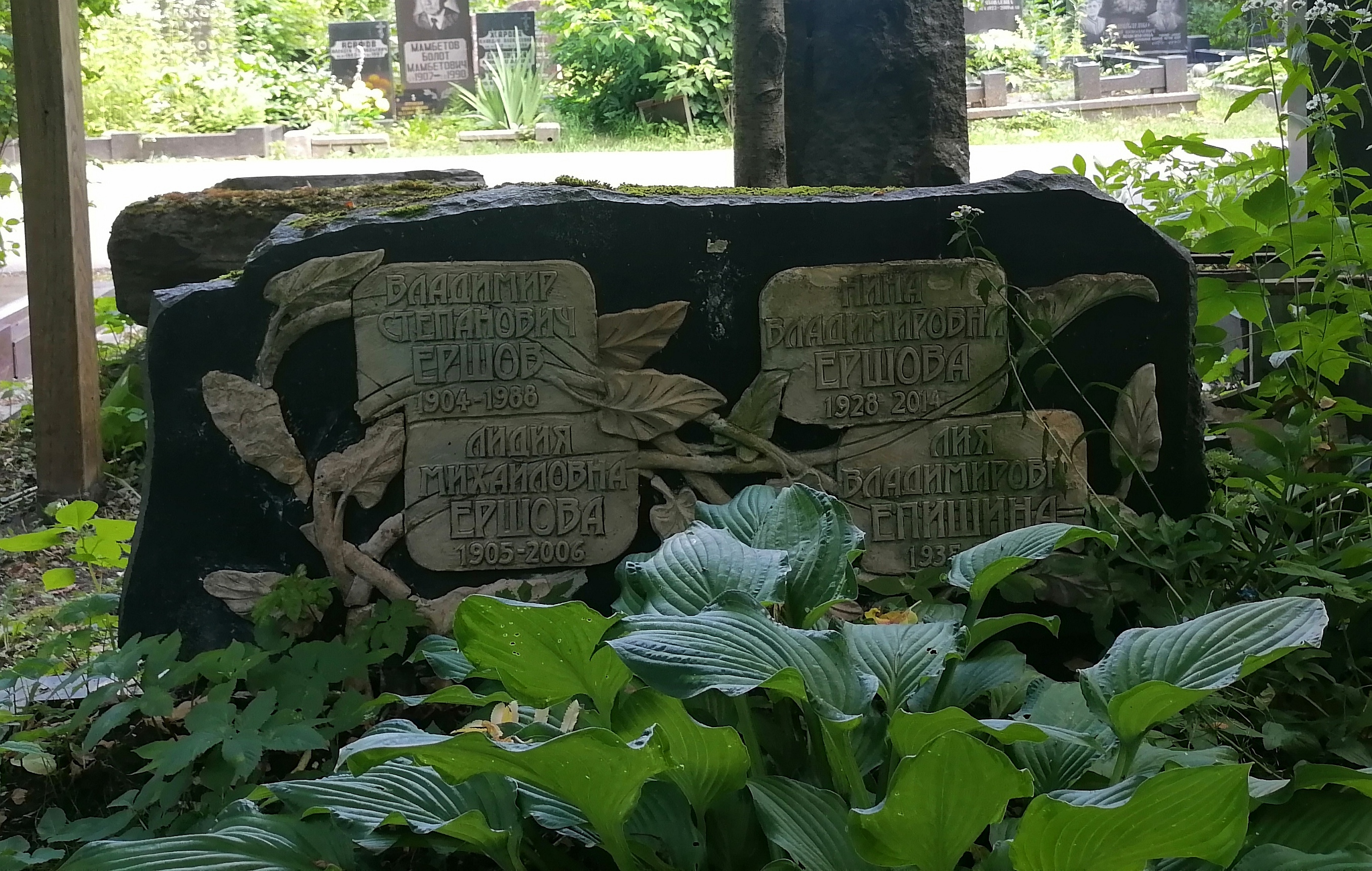
Семейное захоронение Ершовых на Кунцевском кладбище

Похоронен на Кунцевском кладбище.

## Избранные труды
- Скрябин К. И., Ершов В. С. Гельминтозы лошади. — М.; Л., 1933.
- Ершов В. С. Гельминтозы сельскохозяйственных животных. — 2-е изд., испр. и доп. — М.: Сельхозгиз, 1936. — 240 с.
- Ершов B. C., Наумычева М. И., Малахова Е. И. Гельминтозы свиней. — М.: Сельхозиздат, 1963. — 316 с.
- Антипин Д. Н., Ершов В. С., Золотарёв Н. А., Саляев В. А. Паразитология и инвазионные болезни сельскохозяйственных животных / Под ред. проф. В. С. Ершова. — 3-е изд., испр. и доп. — М.: Колос, 1964. — 596 с. — 20 000 экз.

## Награды
- Государственная премия СССР (1977)